# Нижнее Понизовье
Нижнее Понизовье — деревня в Вытегорском районе Вологодской области.
Входит в состав Мегорского сельского поселения, с точки зрения административно-территориального деления — в Мегорский сельсовет.
Расположена на берегах реки Мегра. Расстояние по автодороге до районного центра Вытегры — 35 км, до центра муниципального образования села Мегра — 5 км. Ближайшие населённые пункты — Быково, Верхнее Понизовье, Мегра.
По переписи 2002 года население — 163 человека (78 мужчин, 85 женщин). Преобладающая национальность — русские (99 %).